# Segunda vanguarda
Segunda vanguarda é um termo que tem surgido em várias partes do mundo para as tendências artísticas que buscam manter a tradição de inovação e ruptura das vanguardas históricas do início do século XX, e que surgem a partir do final da II Guerra Mundial, expandindo-se, principalmente nas décadas de 1950 e 1960. Embora possa adquirir várias nuances, inclusive pejorativas, parece estar diretamente relacionado à definição de vanguarda proposta por Octavio Paz, como arte fundadora de uma nova tradição.

## Histórico da terminologia

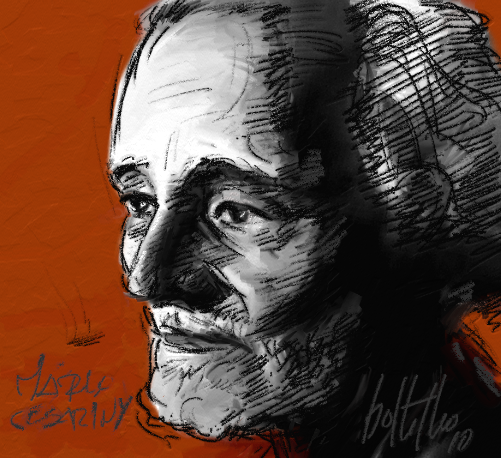
Mário Cesaryny, pintor e poeta, considerado o principal representante do surrealismo português, em retrato de Bottelho

O termo "segunda vanguarda" parece ser usado nas artes pláticas há bastante tempo, sendo usada para definir uma determinada segunda tendência do expressionismo. Também em Portugal ela foi usada, a partir da década de 1950, para definir o trabalho do grupo KWY, bem como, para definir o Movimento surrealista português, posterior ao vanguardismo da Geração d'Orpheu, usado inicialmente pela autora Maria Lucia dal Farra. Na Itália, tem sido usado para referir-se à poesia visual e à poesia concreta, ambas da década de 1950. Tem sido mencionado em estudos sobre arte na Itália, Espanha, Brasil, Portugal e EUA.

## Caracterização da segunda vanguarda

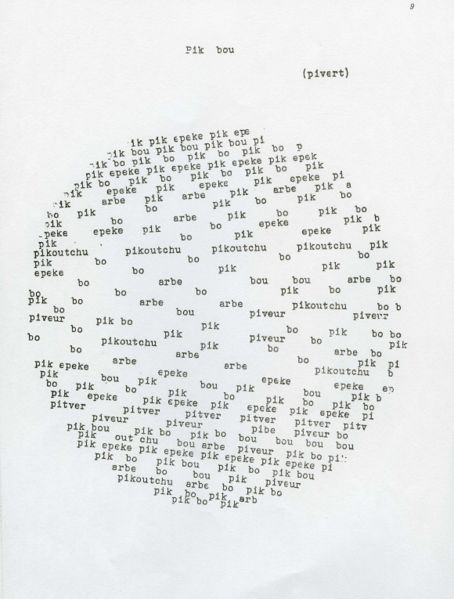
Pierre Garnier, poema espacialista Pik bou (1966), "aparentado" posterior do concretismo internacional

Existe uma certa tensão entre críticos e artistas mais ortodoxos e a chamada segunda vanguarda, visto que aqueles os caracterizam como uma tendência totalitária, por sua predominância em alguns meios acadêmicos. Em contrapartida, desqualificam-na como uma "vanguarda tardia", anacrônica, datada, implicando esta datação na definição das segundas vanguardas como uma tendência meramente diluidora das primeiras. Esta segunda vanguarda pode ter, muitas vezes, um caráter predominante, de fato, nos meios acadêmicos, mas não é a informação cultural predominante nos meios de comunicação de massa.
Por outro lado, conforme pode-se observar nas tendências com intenção fundadora da segunda metade do século XX, a segunda vanguarda se caracteriza por uma expressão por mutimeios, intersemiótica. Parece, no geral, a partir de certas propostas desenvolvidas dos anos de 1950 em diante, buscar uma "linguagem total", daí ter um caráter muito inclusivo, aceitando um certo hibridismo. Isto se nota na poesia beat, que aceita influências de poetas como Ezra Pound (Allen Ginsberg) e Shelley (Gregory Corso), bem como dos ritmos do jazz, sem perder seu parentesco com o Surrealismo e, no entanto, distanciando-se do não uso de elementos sonoros ou musicais de André Breton.
Diferentemente das vanguardas ditas históricas, há uma consciência de que não se trata de romper com os padrões estéticos clássicos, e sim com o ciclo do espetáculo mercantilista. É o que se nota, por exemplo, novamente, com a poesia beat, que como a poesia visual contemporânea de Joan Brossa e suas aproximadas, como o poema de processo procuram a valorização da intervenção, da performance e do happening, muito ligados à concepção de poesia de Antonin Artaud, como algo inerente e participante da vida, e não como gênero artístico, simplesmente.

## Estéticas e artistas consideradas como pertencentes à segunda vanguarda

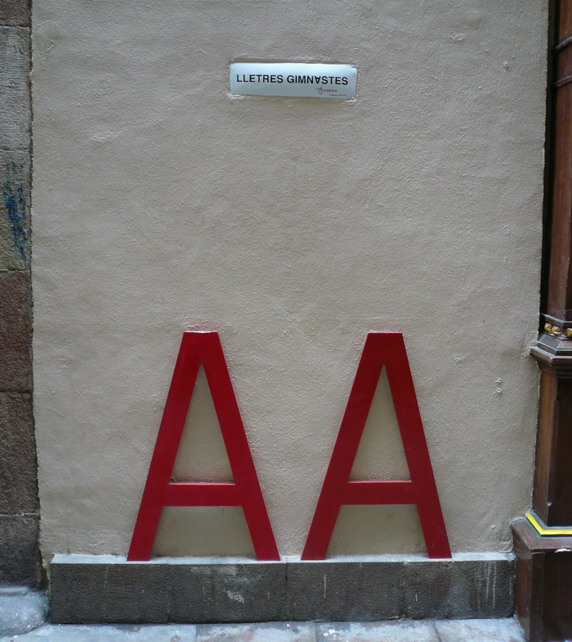
Poema visual Lletres Gimnastes (1997) na fachada da instalação "El Ingenio", em Barcelona, de Joan Brossa.

- Joan Brossa
- Antonin Artaud
- Henri Michaux
- Geração Beat
- Poesia concreta
- Poesia-práxis
- poema/processo
- Poesia visual
- Poesia fonética
- Carta 60, de Lello Voce, Itália
- Espacialismo, de Pierre Garnier
- Poesia Experimental Portuguesa
- Escola de Nova Iorque
- Poetas de Black Mountain
- Poesia language
- Fluxus